# Dzyguta
Dzyguta nebo Dzychuta (abchazsky Ӡыгәҭа nebo Ӡыхәҭа, gruzínsky ძიგუთა – Dziguta) je vesnice v Abcházii v okrese Suchumi. Těsně přiléhá k abchazskému hlavnímu městu Suchumi od severovýchodní strany. Obec sousedí na západě s Gumou a s Baslatou, na východě s Mačarou z okresu Gulrypš, které od sebe odděluje řeka Kjalašur, a na jihu se Suchumi.
Oficiálním názvem obce je Vesnický okrsek Dzyguta (rusky Дзыгутская сельская администрация, abchazsky Ӡыгәҭа ақыҭа ахадара). Za časů Sovětského svazu se okrsek jmenoval Achalsopelský selsovět (Ахалсопелский сельсовет), předtím byla celá oblast rozdělena na Besletský a Kelasurský selsovět.

## Části obce
Součástí Dzyguty jsou následující části:
- Dzyguta (Ӡыгәҭа / Ӡыхәҭа)
- Anuaarkyt / Volodarovskoje (Ануаарқыҭ / Володаровское) – založeno jako Volodarovskoje, později přejmenováno na Goreubani, od 1953 do 1996 Volodarskoje (Володарское)
- Achumvja (Ахәымҩа)
- Achuca (Ахәҵа)
- Kjalašur Ahabla (Кьалашәыр аҳабла)
- Haraziaa Rychuca (Ҳаразиаа рыхәҵа)
- Cažuvirta (Цажәҩырҭа)
- Čabkvara / Agva / Agua (Чабкәара / Агәа / Агәуа)
- Abgydzara (Абгыӡара) – dříve Jekatěrinovskoje (Екатериновское), od 1948 Kelasuri (Келасури)
- Akapa (Акаԥа)
- Alakumhara (Алакәымҳара) – dříve Marinskoje (Маринское), od 1948 Lekuchona (Лекәхона)
- Avjadatui Čablarcha (Аҩадатәи Чабларха) – od 1884 Lindau (Линдау)
- Ahuncudzych / Huncvadzychť (Аҳәынҵәӡыхь / Ҳәынҵәаӡыхть)
- Ačandara (Аҷандара)
- Byrdža (Бырџьа)
- Gvarda (Гәарда)

## Historie
Souběžně s hlavní vlnou odsunu původního abchazského obyvatelstva během mahadžirstva v druhé polovině 19. století se na toto místo přistěhovali osadníci z Německa, kteří svou osadu v roce 1878 nazvali Neudorf (nová Ves). Brzy poté je doplnily v roce 1897 arménské rodiny, původem z tureckého Trabzonu. V sovětské éře byl Neudorf přejmenován na gruzínské Achalsopeli a abchazské Dzyguta. Tehdy došlo k velkému dosídlení obce gruzínskými osadníky, kteří zde utvořili většinu, zatímco druzí nejpočetnější byli Arméni. V obci se pěstoval tabák, čaj, kukuřice, citrusy, ovoce a by zde vybudován závod na balení ovoce. Byly zde vybudovány střední škola, knihovna, kulturní dům a zdravotní středisko. V té době došlo i k několika reorganizacím selsovětů, kdy například Kjalašur byl samostatným obecním centrem.
Koncem války v Abcházii v roce 1993 drtivá většina gruzínské populace uprchla ze země.

## Obyvatelstvo
Dle nejnovějšího sčítání lidu z roku 2011 je počet obyvatel této obce 1036 a jejich složení následovné:
- 645 Arménů (62,3 %)
- 183 Abchazů (17,7 %)
- 66 Rusů (6,4 %)
- 65 Gruzínů (6,3 %)
- 51 Pontských Řeků (4,9 %)
- 26 ostatních národností (2,4 %)

Před válkou v Abcházii žilo v obci bez přičleněných vesniček 881 obyvatel. V celém Besletském a Kelasurském selsovětu žilo 7810 obyvatel.